# Francisco Vega Espinosa
Francisco Vega Espinosa (Majibacoa, Oriente, Cuba, 4 de octubre de 1834 - Santiago de Cuba, 6 de abril de 1874) fue un militar y patriota cubano del siglo XIX. 

## Orígenes y primeros años
Francisco Vega Espinosa nació en Majibacoa, Oriente, Cuba, el 4 de octubre de 1834. Hijo de Francisco Vega y Soledad Espinosa, un matrimonio de humildes campesinos tuneros de raíces indígenas. 
En su juventud, administró haciendas ganaderas en su región de origen, pero pronto se fue involucrando en las distintas conspiraciones independentistas que se sucedían en la Cuba de la época. Hacia 1868, todo parecía preparado para iniciar la lucha anticolonial. 

## Guerra de los Diez Años
El 10 de octubre de 1868, se produjo el Grito de Yara, el cual dio inicio a la Guerra de los Diez Años (1868-1878), primera guerra por la independencia de Cuba. Vega Espinosa estuvo entre los principales tuneros que se incorporaron a la lucha en el mismo mes de octubre de ese año. Vega Espinosa usaba en combate las púas del duro árbol de yaya, a modo de lanzas.
A lo largo de los primeros años de la guerra, Vega Espinosa participó en muchos combates, principalmente en su región de origen, Las Tunas, destacándose como uno de los principales jefes militares cubanos de dicha región. Por su valor y sus cualidades militares, fue ascendido hasta el grado de General de Brigada (Brigadier) del Ejército Libertador de Cuba.

## Fallecimiento
Enfermo, con la salud muy desgastada y prematuramente envejecido, el Brigadier Vega recibió permiso del Gobierno de la República de Cuba en Armas para marchar al exilio en una expedición, con vistas a restablecer su salud y regresar cuando las condiciones se lo permitiesen, cosa que no le fue posible, debido a que la embarcación en la que partió naufragó en una tormenta, siendo salvado fortuitamente por Guillermón Moncada, quien también naufragó en la misma nave. 
No deseando volver a intentar otra salida tan riesgosa, Vega Espinosa se estableció en un humilde bohío con su esposa Margarita y sus seis hijos. Poco después, unos traidores guiaron a una contraguerrilla enemiga a su ubicación. Casi ciego, se lanzó con el machete en la mano contra el enemigo, tras la huida de su familia, pero debido a su frágil estado de salud no pudo hacer mucho y fue asesinado. Era el 6 de abril de 1874 y, al morir, contaba solamente con 39 años de edad.